# Earl Christy
Earl Christy é um ex-jogador profissional de futebol americano estadunidense.

## Carreira
Earl Christy foi campeão do Super Bowl III jogando pelo New York Jets.